# Бюмон, Шарль де
Шарль Луи Леопольд Альфред де Бюмон (фр. Charles Louis Leopold Alfred de Beaumont, 5 мая 1902 — 7 июля 1972) — британский фехтовальщик, призёр чемпионатов мира.

## Биография
Родился в 1902 году в Ливерпуле. В 1933 году стал бронзовым призёром Международного первенства по фехтованию в Будапеште. В 1936 году принял участие в Олимпийских играх в Берлине, но неудачно. В 1937 году Международная федерация фехтования задним числом признала все прошедшие ранее Международные первенства по фехтованию чемпионатами мира.
В 1948 году принял участие в Олимпийских играх в Лондоне, но неудачно. В 1952 году принял участие в Олимпийских играх в Хельсинки, но медалей не завоевал.